# Traheotomija
Traheotomija je hirurška, minimalno invazivna terapijska metoda kojom se stvara veštački otvor (traheostoma) na prednjem zidu  vratnog dela dušnika, i tako omogućava disanje, koje je bilo poremećeno brojnim faktorima i uzrocima respiratorne insuficijencije. Nakon formiranja otvora kroz njega se umeće trahealna kanila u dušnik, kako se otvor na prednjem zidu traheje ne bi zatvorio i kako bi se kroz nju sekret iz donjih dišnih puteva lakše mogao uklanjati bilo iskašljavanjem
bilo aspiracijom sekreta.
Spada među najurgentnije hirurške zahvate jer ima za cilj da bolesniku olakša disanje, spase ga od ugušenja, a ponekada i od sigurne smrti. Nakon  traheotomije u tako nastao otvor u u vratnom delu dušnika umeće se trahealna kanila kroz koju bolesnik neometano i bezbedno diše. 
Sa ovom metodom, njenim načinom izvođenja i indikacijama, osim hirurga moraju biti dobro upoznati i lekari opšte medicine i stomatologije, kako bi u krajnjoj nuždi (urgentnom stanju)  bili u stanju da je sami izvedu i tako spasu život bolesniku.
U lečenju i zdravstvenoj nezi traheotomiranih bolesnika važnu ulogu imaju starost, pol, individualne osobine bolesnika, nivo obrazovanja, ciljevi i interesi u životu. Bez obzira na to što traheotomirani bolesnici koji imaju istu dijagnozu, pristup lekara bolesniku mora biti različit. Edukacija bolesnika sa traheotomom predstavlja aktivan proces sa osnovnim ciljem stvaranja i znatnih promena u stavovima i ponašanju bolesnika, jer sprovođenja zdravstvene nege bolesnika sa
traheotomom mora biti sastavni deo sistematičnog i specijalizovanog pristup svih članova
zdravstvenog tima. U tom smislu bitna je trajna edukacija medicinskih sestara za poboljšanje kvalitete pružanje zdravstvene nege bolesniku  sa traheotomomom kroz neprestano poboljšanje kvalitete sestrinstva i poboljšanje metoda zdravstvene nege.

## Istorija
Traheotomija je jedan od najstarijih hirurških zahvata, a prve zapise o ovoj tehnici nalazimo u već ranim Egipatskim zapisima iz 3600. p. n. e.  Hipokrat je osudio praksu traheotomije kao neprihvatljiv rizik od oštećenja karotidne arterije. Upozoravajući na mogućnost smrti od nenamernog probijanja karotidne arterije tokom traheotomije, i umesto toga zagovarao praksu intubacije traheje.
Uprkos Hipokratovoj zabrinutosti, veruje se da je ranu traheotomiju izvelo Asklepijad iz Bitinije, koji je živeo u Rimu oko 100. godine p. n. e. Galen i Aretaeus, koji su živeli u Rimu u 2. veku, priznali su Asklepiadesa kao prvog lekara koji je izveo neurgentnu traheotomiju. Antilus, još jedan grčki lekar iz 2. veka, podržao je primenu traheotomiju u lečenju oralnih bolesti. On je usavršio tehniku, pa je ona bila sličniji onoj koja se koristi u modernim vremenima. Naime on je preporučio da se napravi poprečni rez između trećeg i četvrtog trahealnog prstena za tretman opstrukcije disajnih puteva koji ugrožavaju život.
Prvu perkutanu traheotomiju (PDT) preko žice vodilice uveo je Ciaglia 1985 godine. 
Drugu tehniku PDT uz upotrebu Howard - Kelly-jevog forcepsa u kome žica vodilica prolazi kroz
forceps i usmerava ga u pravom smeru opisali su Griggs i saradnici 1990 godine. 
Byhann je 2000 godine izmienio Ciaglia Blue Rhino tehniku. Ovom tehnikom se smanjuje rizik
povreda zadnjeg dela dušnika i smanjuje intraoperativno krvarenje.

## Indikacije za izvođenje traheotomije
Kliničke indikacije za izvođenje traheotomije su mnogostruke i bitno ih je na vreme prepoznati jer su po život pacijenta izuzetno značajne. 

### Indikacijske grupe
Indikacije za traheotomiju mogu se podeliti na dve velike grupe:
Fiksirane opstrukcije
Ove opstrukcije nastaju kao posledica oštećenja laringotrahealnog stabla na samo jednom njegovom delu. Traheotomijom se u takvim slučajevima bolesniku neposredno omogućava dobro disanje.
Sekretorne opstrukcije
Kod ovih opstrukcija, iz samog naziva može se zaključiti da kod njih osim traheotomije treba sprovesti i bronhoaspiraciju, asistirano disanje i aerosoloterapiju. Kod sekretorne obstrukcije  cev sa manžetnom omogućava da se traheja odvoji od jednjaka i njegovog refluksnog sadržaja. Dakle, ova intervencija može sprečiti aspiraciju i obezbediti uklanjanje svih aspiriranih supstanci. Međutim, neki istraživači tvrde da rizik od aspiracije zapravo nije smanjen, jer sekret može da curi oko cevi sa manžetnom i da stigne do donjih disajnih puteva i izazove opstrukciju.

### Indikacijske podgrupe
Napred naveden dve velike grupe indikacija za traheotomiju mogu se podelizi u šest indikacijskih podgrupa, prikazanih na donjoj tabeli:
| Indikacijska podgrupa                            | Indikacije | Opis |
| ------------------------------------------------ | --- | --- |
| Laringofaringealne i hipofaringealne opstrukcije | - akutna inflamatorna stanja - kronična upalna stanja - alergijski edem - traume - kongenitalne anomalije - paralize ligamenata vokalija - maligni i benigni tumori                 | U ovu podgrupu spadaju opstrukcija respiratornih puteva u nivou laringsa ili iznad njega. Opstrukcija gornjeg dela respiratornih puteva koja se manifestuje suprasternalnim, interkostalnim i epigastričnim uvlačenjem pri udahu i kliničkim znacima hipoksije (u znemirenost, ubrzan puls i kasnije cijanoza) |
| Traheobronhalne sekrecije                        | - cerebrovaskularni akcidenat ili teška povreda glave - pulmonalna infekcija kod koje bolesnik ne iskašljava sekret - postoperativne i postanesteziološke komplikacije - eklampsija | U ovim stanjima bolesnik je nesposoban da iskašljava traheobronhijalni sekret. Ova stanja su prisutna kod besvesnih stanja i mišićnih paraliza nastalih usled trovanja, cerebrovaskularnih akcidenata, poliomijelitisa, traume CNS, organskih bolesti CNS, kao i u postoperativnom periodu posle intrakranijalnih operacija, poremećena je normalna, fiziološka sfinkterna aktivnost laringsa, bolesnik nije u stanju da iskašljava traheobronhijalni sekret, i zato je neophodna traheostoma kroz koju je omogućena aspiracija faringealnog sekreta. |
| Respiratorna insuficijencija                     | | Taheotomijom se redukuje mrtvi prostor ili uvodi kontrolirano disanje pomoću respiratora |
| Paralize respiratorne muskulature                | - poliomijelitis i tetanus - intoksikacije otrovima i lekovima - mijastenija gravis - lezije cervikalnog dela kičmene moždine                                                       | |
| Teške traume                                     | - glave i grudnog koša - opekotine, - blast sindrom | Ove povrede odnose se na pacijente koji duži period zbog njihovog oblika i težine neće moći samostalno da diše. |
| Profilaktička indikacija                         | - pre velikih hirurških zahvata u ustima, farinksu i larinksu - kod nemogućnosti primene klasične endotrahealne anestezije - kod pacijenata na dugotrajnoj mehaničkoj ventilaciji   | Slučajevi kod kojih he neophodno isključiti larings iz funkcije da bi se omogućilo dalje lečenje pojedinih bolesti laringsa Kod izvesnih hirurških zahvata, naročito prilikom operacija na organima vrata i glave, onemogućeno je uvođenje endotrahealnog tubusa normalnim putem (kroz usta ili nos) te je neophodna traheotomija radi endotrahealne intubacije. U ređim slučajevima traheotomija je neophodna i kod izvesnih intralaringealnih oboljenja da bi se obezbedilo mirovanje laringsa i omogućilo dalje lečenje bolesti. Stanja kad je traheotomija neophodna za primenu endotrahealne anestezije. Savet za kritičnu negu Američkog koledža grudnih lekara preporučuje traheostomiju kod pacijenata za koje se očekuje da će zahtevati mehaničku ventilaciju duže od 7 dana. Međutim, konačna odluka se donosi na individualnoj osnovi na osnovu komorbiditeta i trenutnog stanja pacijenta. |

## Kontraindikacije za izvođenje traheotomije
Ne postoje apsolutne kontraindikacije za traheotomiju. Jaka relativna kontraindikacija za diskretni hirurški pristup disajnim putevima je predviđanje da je blokada izazvana karcinom larinksa. Planira se definitivna procedura (obično laringektomija) i izbegava se prethodna manipulacija tumorom jer može dovesti do povećane incidence stomalnog recidiva. Privremena traheostomija se može izvesti neposredno ispod prvog trahealnog prstena u očekivanju kasnije laringektomije.
Problemi na kraju života takođe mogu uticati na odluku da se uradi traheostomija jer može predstavljati dalju mehanizaciju nege pacijenta članovima porodice. U stvari, izvođenje traheotomije ne utiče na odluku o produženju ili povlačenju nege. Higijena je poboljšana, kvalitet života (govora i jedenja, ako je relevantno) je poboljšan, a u nekim slučajevima je olakšan smeštaj u dugotrajnu negu; međutim, zavisnost od mehaničke ventilacije se ne može promeniti.

## Vrste traheostoma
Traheostoma, nastala posle traheotomije može biti privremena i trajna: 
Privremena traheostoma
Privremena traheostoma je otvor na dušniku koji se naknadno može ukloniti, ukoliko dođe do otklanjanja 
uzroka koji je doveo do insuficijencije disanja. Ova vrsta stome najčešće se i spontano zatvara u postoperativnom toku lečenja bolesnika.
Može se izvesti i kao privremena mera u okviru obimnih operativnih zahvata u predelu glave i vrata. 
Trajna traheostoma
Trajna traheostoma se primenjuje u slučajevima hirurškog lečenja karcinoma grla i kao što joj sam naziv kaže kroz nju bolesnik diše sve do kraja života.  Kako bez takve traheostome pacijent ne može da živi  već tokom operacije planira se da ona bude  dovoljno široka kako bi bolesniku  kasnije omogućila disanje bez dodatne primene trahealne kanile. Trahealna kanila ima oblik savijene cevi, a može biti izrađena od različitih materijala: metala, plastike ili gume. Nakon što rana zaraste i u svim slučajevima u kojima je to moguće, kanila se odmah odstranjuje.
Osobe s trajnom traheostomom mogu raditi gotovo u svim delatnostima, osim u onim povezanim sa teškim fizičkim poslovima, jer ne mogu zadržavati dah. Bilo bi dobro i da izbegavaju plivanje, zbog opasnosti od ulaska vode kroz traheostomu u disajne puteve.

## Metode izvođenja traheotomije

### Perkutana dilatacijska traheotomija
Perkutana dilatacijska traheotomija je elektivni zahvat, koji se izvodi na bolesnikovoj postelji u jedinici intenzivne njege, u opštoj endotrahealnoj anesteziji, lokalno potenciranoj i
infiltracijskoj anesteziji, na ventiliranom pacijentu kada se očekuje dugo veštačko disanje, ili postoji šansa da se kanila za disanje ne nosi trajno.
Danas je perkutana dilatacijska traheotomija postala najčešći hirurški zahvat u jedinicama intenzivne nege, i peta najčešća hirurška intervencija u predelu glave i vrata. Kod perkutane traheotomije troškovi zahvata znatno su niži, jer se ne izvodi u operacionoj sali. Međutim ovakav način traheotomije nije indikovan kod svih bolesnika.
| Metoda              | Način izvođenja i karakteristike |
| ------------------- | --- |
| Metoda po Ciagla-i  | - Prvo se vrši punkcija između prvog i drugog ili drugog i trećeg trahealnog prstena. - Zatim sledi uvođenje žice vodilice kroz iglu, a preko nje se plasira kateter pazeći da se žica ne savije. - Otvor se dilatira do veličine od 12 mm. - Na kraju se kroz tako učinjeni otvor uvodi trahealna kanila. |
| Metoda po Griggs-u  | - Prvo se punktira traheja i plasira žica vodilica. - Zatim se u ubodno mjesto umetne posebni dilatacijski instrument, takozvani Howard - Kelleyeva klešta pomoću kojih se otvor u traheji proširuje. - Na kraju se umeće kanila preko žice vodilice.                                                      |
| Metoda po Fantoni-u | - Kod ove metod glavna prednost je vrlo mala trauma traheje, budući da se kanila izvlači prema spolja. * Loša je strana tehnička zahtevnost. - Traheja se punktira između drugog i trećeg ili trećeg i četvrtog trahealnog prstena. - Kod poznate otežane intubacije ova metoda nije indikovana.           |

Prednosti perkutane traheotomije
- značajno smanjena učestalost sinusitisa
- manje postintubacionih oštećenja larinksa
- prevencija ventilatorom uzrokovane pneumonije (VAP)
- smanjenje disajnog rada/lakše odvajanje od respiratora
- mnogo bolja toaleta disajnog puta
- minimalni ožiljak, manje oštećenje tkiva
- vrši se na bolesničkom krevetu
- brzina izvođenja 6,5 — 3,5 minuta
- manje invazivna metoda
- potencijalno krvarenje oskudnije od klasične traheotomije
- manji troškovi u odnosu na klasičnu traheotomiju.[3]

### Klasična (plastična) traheotomija
Kod ove metode, koja se izvodi u operacionoj sali hirurškim rezom se pristup traheji, pri čemu se često režu i delovi štitne žlezde, a krvni sudovi potiskuju. Kada se traheja proreže u otvor se  umeće trahealna cev sa spoljne strane kroz mekane cervikalne delove.
Ovom metodom nastala traheostoma je veća i stabilnija od perkutane traheotomije i omogućava rutinsku zamenu trahealne kanile. Ali traheostom nije trajno stabilan: ako se cev ne koristi dugo vremena, ona se skuplja i obično se spontano zatvara. Ako se očekuje da se veštački respiratorni otvor mora koristiti duže vremena, primenjuje se "plastična traheostoma". Ovde se deo traheje otvara kao prozorsko krilo i ušiva se za kožu vrata. Rezultat je stabilan kanal za disanje bez površine rane. Pacijent može sam da promeni kanilu. Takva plastična traheostoma mora, kada više nije potrebna,ne zarasta spontano već obično mora biti zatvorena novom operacijom.

## Komplikacije traheotomije
Najčešće komplikacije traheotomije su;
Krvarenje
Krvarenje koje može nastati nakon intervencije, najčešće je posledica neoprezne hemostaze
u toku zahvata. Krvarenje se može zaustaviti jodoformnom gazom. Kasna krvarenja su retka,
a posledica su erozije vratnih krvnih  sudova zbog loše postavljene kanile.
Pneumotoraks
Pneumotorax može nastati i od medijastinalnog emfizema kad pritisak vazduha u medijastinumu dovodi do komplikacije uzrokovanih traheotomijom.
Potkožni emfizem
Potkožni emfizem nastaje najčešće na mjestima gdje koža vrata nije sašivena uz rubove traheje pa vazduh prodire oko trahealne kanile u subkutano tkivo. Medijastinalni emfizem nastaje prodorom zraka u medijastinum kroz kirurški tretirano područje oko dušnika. Razlog nastajanja emfizema su kašalj i napinjanje. Potkožni emfizem može se proširiti i na lice, posebice veđe.

### Rana i kasne komplikacije
Prema vremenu nastanka komplikacije koje nastaju nakon traheostomije mogu se podeliti na rane i kasne:
| Rane komplikacije                                                                          | Kasne komplikacije                                                                     |
| ------------------------------------------------------------------------------------------ | -------------------------------------------------------------------------------------- |
| - Upale i edem dušnika - Infekcije i gnojne upale stome - Krvarenje sa aspiracijom sekreta | - Stenoza:sužavanje dušnika zbog stvaranja ožiljka - Površinsko oštećenje sluzokože(3) |

## Spoljašnje veze
- Jonathan P Lindman, Tracheostomy na: emedicine.medscape.com

|  | Molimo Vas, obratite pažnju na važno upozorenje u vezi sa temama iz oblasti medicine (zdravlja). |